# Cochabamba
Cochabamba és una ciutat al centre de Bolívia, localitzada a la vall del mateix nom a la Serralada dels Andes. És la capital del Departament de Cochabamba i la quarta ciutat més gran del país amb una població de 632.013 habitants el 2012.

## Història

### Època preincaica
La vall de Cochabamba va ser poblada des de fa deu mil anys, segons els vestigis arqueològics, per caçadors i recol·lectors; un altre període del que es tenen vestigis i restes del que va anar una civilització millor formada va ser fa més de dos mil anys. No és difícil saber el perquè van escollir poblar aquestes valls, i és a causa dels seus fèrtils sòls i el clima temperat. Els vestigis arqueològics testifiquen que els primers habitants de la vall van ser diferents grups ètnics, com els Qutas, Chuwis i uns altres.
La vall va estar permanentment habitat per aquests grups abans de l'arribada dels espanyols.

### Època incaica
Posteriorment l'imperi dels Inques es va expandir en gran part per aquesta vall, aconseguint a formar una poderosa civilització, instruïda i desenvolupada en diverses disciplines, com l'agricultura, ramaderia, militar, metal·lúrgia, astronomia i cultural.

### Època virregnal
Una vegada produïda la conquesta de l'Imperi Inca pel Regne d'Espanya, el virrei del Perú Francisco Ávarez de Toledo va manar la seva fundació com a "Vila d'Oropeza" per Gerónimo Osorio, el 15 d'agost de 1571, al peu del turó Sant Sebastià. Per raons que àdhuc avui els historiadors no expliquen satisfactòriament, a l'any següent de la mort del fundador (en 1573), va aparèixer Sebastián Barba de Padilla, qui aparentment ja havia estat funcionari durant el govern de Osorio, que va demanar al virrei li donés la vènia per tornar a fundar la ciutat. No se sap amb quins arguments va convèncer a Álvarez de Toledo, però aquest l'hi va permetre, i així l'1 de gener de 1574 es va realitzar la segona fundació, en l'actual Plaza 14 de Setembre. Un dels primers espanyols que es va establir en el Valle va ser García Ruiz de Orellana en 1542; qui va comprar la major part de les terres dels caps ètnics de la regió, segons el testimoniatge d'un títol registrat en 1552 a la Ciutat de Potosí, al preu convingut de 130 pesos. La seva residència coneguda com la Casa de Mayorazgo segueix en peus al barri de Cala Cala.
El cens de 1793 apuntava una població de 22.305 persones: 12.980 mestissos, 6.368 espanyols, 1.182 nadius, 1.600 mulats i 175 esclaus africans. El 1900 la població era de 21.886 persones.